# زمردی دم‌سفید
زمردی دم‌سفید (نام علمی: Microchera chionura) یک گونه از مگس‌مرغ از خانوادهٔ مگس‌مرغان است. بومی جنگل‌های کوهستانی تالامانکان است. با وزن زیر ۳ گرم، یکی از کوچک‌ترین پرندگان موجود است.
زمردی دم‌سفید در گذشته با زمردی سرمسی در سردهٔ Elvira قرار می‌گرفت. یک مطالعهٔ فیلوژنتیک مولکولی منتشرشده در سال ۲۰۱۴ نشان داد که این دو گونه ارتباط نزدیکی با کلاه‌برفی در سردهٔ تک‌نماد Microchera جای دارند. بنابراین، این سه گونه باهم در سردهٔ Microchera که دارای اولویت است قرار گرفتند.